# Martin-chasseur de Miyako
Todiramphus cinnamominus miyakoensis
Sous-espèce
Synonymes
- Halcyon miyakoensis
- Todiramphus miyakoensis

Le Martin-chasseur de Miyako (Todiramphus cinnamominus miyakoensis) est une sous-espèce du Martin-chasseur cannelle (Todiramphus cinnamominus), une espèce d'oiseaux de la famille des Alcedinidae.
Cette sous-espèce, de statut taxonomique incertain, possiblement hypothétique, est éteinte depuis la fin du XIXe siècle.
L'Union internationale pour la conservation de la nature (UICN) le considérant comme une sous-espèce du Martin-chasseur cannelle, il n'apparaît pas dans sa liste rouge des espèces disparues.